# Radmila Zagorac
Radmila Zagorac (en serbio: Радмила Загорац; 24 de enero de 2001) es una deportista serbia que compite en halterofilia. Ganó dos medallas de bronce en el Campeonato Europeo de Halterofilia, en los años 2022 y 2025.

## Palmarés internacional
| Campeonato Europeo | Campeonato Europeo  | Campeonato Europeo | Campeonato Europeo |
| Año                | Lugar               | Medalla            | Categoría          |
| ------------------ | ------------------- | ------------------ | ------------------ |
| 2022               | Tirana (Albania)    | Medalla de bronce  | 45 kg              |
| 2025               | Chisináu (Moldavia) | Medalla de bronce  | 49 kg              |